# Luke Edwards
Lucas Daniel "Luke" Edwards (Nevada City, 24 de março de 1980) é um ator norte-americano. Ao longo de sua carreira, já apareceu em diversos filmes, tais como Jeepers Creepers 2 e The Wizard, no qual contracenou com Fred Savage e Jenny Lewis.

## Biografia
Edwards nasceu em Nevada City, na Califórnia. Incentivado pela mãe, começou a frequentar aulas de teatro como passatempo e, após ter seu talento reconhecido pelo instrutor, iniciou ainda na infância sua carreira na atuação. Recebeu seu primeiro papel na televisão em 1988 no programa "Afterschool Special Episode", transmitido pela ABC. Em 1989, aos nove anos de idade, interpretou o menino Steven em I Know My First Name Is Steven, minissérie de televisão baseada na história real de um garoto sequestrado e severamente abusado.
Entre seus primeiros trabalhos no cinema, destaca-se The Wizard (1989), no qual interpretou Jimmy Woods e contracenou com Beau Bridges, Fred Savage, Jenny Lewis e Christian Slater. Em 1992, apareceu em Newsies, musical de drama produzido pela Walt Disney Company, além de uma pequena participação em American Pie 2 (2001), interpretando um "cara do colégio". Em 2003, teve um papel coadjuvante no filme de terror Jeepers Creepers 2, dirigido por Victor Salva. O ator interpretou Jack Taggart Jr., um jovem que, junto do pai, sai à caça de um monstro lendário que sequestrou seu irmão mais novo. Na televisão, Edwards participou como convidado em episódios de séries como Roseanne, 21 Jump Street, Parker Lewis Can't Lose, Human Target, Night Visions, Without a Trace, Close to Home e True Detective.